# Пустике
Пустике су насељено место у општини Краварско, у Туропољу, Хрватска. До нове територијалне организације у Хрватској место је припадало бившој великој општини Сисак.

## Становништво
| Националност       | 1991.        |
| Хрвати             | 147 (98,65%) |
| Срби               | 2 (1,34%)    |
| Југословени        | 0            |
| остали и непознато | 0            |
| Укупно             | 149          |